# Gnometto band
La Gnometto band è una band caratteristica romana nota per i suoi pezzi umoristici e satirici, spesso fatti sulla base musicale di canzoni famose. 
La band è composta, oltre che dal leader Paolo Arcuri, dai seguenti musicisti: Peppe Giampietro, Fabio Parisella, Angelo Trane, Denis Fattori, Domenica di Sanzo.

## Il gruppo
Lanciato sulla scena nazionale dalla trasmissione Zelig che durante la primavera dell'anno 2000 affidò alla Gnometto band la sua sigla finale, che era appunto Gnometto. Il gruppo, nato attorno al leader Paolo Arcuri, ex pianista che ha lavorato a lungo nei piano bar, ha col tempo attuato varie collaborazioni con artisti e spettacoli famosi. Nel 1998 sono comparsi al Seven Show. Nel 2002 lo spettacolo teatrale Principe d'Egitto. Dal 6 giugno 2006 sono comparsi a Music Zoo. Nel marzo 2007 hanno collaborato con Maurizio Battista al suo spettacolo "Qualcuno dovrà pur dirglielo...".

## L'uomo in Smart
Tra le varie cover fatte su canzoni celebri, una in particolare è stata oggetto di accesa discussione. Vecchia Smart, scritta sullo spartito di Vecchio frac di Domenico Modugno con una aggiunta sulla base della sigla di Ufo Robot, è stata creata e successivamente diffusa dal Trio Medusa nel loro programma su Radio Deejay.
Nel giro di pochi giorni, dopo essere stata messa in rete sul sito di Radio Deejay, il 19 febbraio 2007 fu ritirata perché gli eredi di Modugno non avevano concesso il permesso all'uso della musica. Nonostante ciò, nei pochi giorni nei quali fu in linea venne scaricata quasi 10000 volte. Il caso "Uomo in Smart" è stato oggetto di un'intervista a cura del programma televisivo "Al top", trasmesso tra l'altro sul canale 818 di Sky, in onda alle 21.40 del 23 febbraio 2007. Successivamente la canzone è stata ripresentata con una nuova colonna sonora.

## Canzoni scritte
- Gnometto
- Ancona
- Anima musicale
- Big Jim
- Brutta
- Cagnolini da cruscotto con testa basculante
- Famose i tranquillanti
- La placca
- Letisia la violinista
- 'Na balena
- Vecchia Smart
- Ostia non è Rio
- Pompa magna
- Giampaolo allo Zecchino

## Album
- The worst of gnometto, 1998
- Escopo di rado e gnometto ancor meno, 2001
- Monducasuvado, 2007